# Govind Perumal
Govind Perumal (* 25. September 1925; † 17. September 2002 in Nala Sopara, Thane) war ein indischer Hockeyspieler.
Perumal gehörte 1949 zu einer Auswahlmannschaft Indiens bei einem Wohltätigkeitsspiel Indiens gegen Bengalen.
Bei den Olympischen Spielen 1952 in Helsinki spielte Perumal als Mittelfeldspieler in allen drei Begegnungen der Inder mit und gewann nach Siegen über die Österreicher im Viertelfinale, die Briten im Halbfinale und die Niederländer im Finale die Goldmedaille.
Vier Jahre später bei den Olympischen Spielen 1956 in Melbourne spielten die Inder in der Vorrunde gegen Afghanistan, die USA und Singapur, wobei Perumal gegen die USA nicht mitwirkte. Nach einem Halbfinalsieg über die Deutschen trafen die Inder im Finale auf Pakistan zum ersten Duell dieser beiden Mannschaften seit der Unabhängigkeit. Mit einem 1:0-Sieg gewannen die Inder die Goldmedaille, die Sechste in Folge bei Olympischen Spielen. Bis auf den 16:0-Sieg über die USA wirkte Perumal in allen Spielen im Mittelfeld mit.